# Kolumbijska kriza 2008.
Kolumbijska kriza iz 2008. godine je započela kada su Kolumbijske oružane snage 1. ožujka 2008. godine prešle granicu s Ekvadorom kako bi eliminirali Raula Reyesa i druge pripadnike Revolucionarnih oružanih snaga Kolumbije (FARC) koji su se tamo nalazili.

## Uvod
Tijekom 2007. godine Venecuelanski predsjednik Hugo Chavez i kolumbijski senator Piedad Cordoba su s blagoslovom FARC-a i kolumbijskog predsjednika Alvara Uribe počeli pregovore radi oslobađanja osoba koje je FARC držao u zarobljeništvu. 22. studenog 2007. Uribe je opozvao pregovarački mandat Chavezu pošto je on bio direktno kontaktirao zapovjednika kolumbijske vojske. Bez obzira na taj opoziv i međusobne diplomatske uvrede tijekom siječnja i veljače 2008. FARC je oslobodio šest osoba i predao ih Venecueli.

## Incident
Tjedan dana prije napada američke obavještajne službe koje su prisluškivanjem telefona došle do informacije da se pripadnici FARC-a nalaze u Ekvadoru obavještavaju o tome Kolumbiju.
Tijekom noći 29. veljače - 1. ožujka kolumbijske  postrojbe su prešle granicu i ušle po njihovim podacima 1.8 kilometara unutar ekvadorskog teritorija osvajajući mjesto Granada i iznenađujući protivnika. Koordinirano s napadom kopnenih postrojbi izvršeno je i zračno bombardiranje. Nakon što su se pripadnici FARC-a pribrali oni odgovaraju na neprijateljsku vatru što dovodi do drugog bombardiranja Ekvadorskog teritorija od strane Kolumbijskih zračnih snaga. Tijekom bitke ubijeno je između 16 i 20 pripadnika FARC-a i jedan kolumbijski vojnik.
Po riječima Ekvadorske vlade kolumbijski vojnici su ušli tri kilometra unutar njenog teritorija, dok su zrakoplovi povrijedili suverenitet čak deset kilometara. Također oni navode da nije bilo nikakve bitke nego su "žrtve" masakrirane dok su se nalazile u pidžamama i da su neki od njih likvidirani s leđa.

## Reakcije
Dok je kolumbijski predsjednik Alvaro Uribe ovaj događaj nazvao "još jednim korakom protiv terorizma" Ekvador i Venecuelasu ga nazvali kukavičkim ubojstvom i masakrom nakon čega su prekinuli diplomatske odnose s Kolumbijom. Kao odgovor na taj potez kolumbijska policija izjavljuje kako su navodno zaplijenili dokumente FARC-a koji dokazuju povezanost ovih dviju država s tom pobunjeničkom grupom i da je čak Venezuela odlučila pomoći FARC-a u dobivanju 50 kilograma urana za prljave bombe.
Te optužbe su bile odbačene od strane dvije države koje jedino priznaju da su održavali odnose s FARC-om nakon što je kolumbijski predsjednik dao dopuštenje za pregovore s njima. 4. ožujka Venecuela koja je već tri dana ranije poslala vojne snage na granicu s Kolumbijom tada zatvara ovu granicu dok istovremeno predsjednik Alvaro Uribe najavljuje da će podnesti tužbu Međunarodnom sudu protiv Huge Chavez-a zbog podrške terorizmu i genocida.

### Latinska Amerika
- Argentina je najavila da će uručiti diplomatski prosvjed Kolumbiji zbog napada.[11]
- Brazil je osudio kolumbijski napad na pobunjenika unutar Ekvadorskog teritorija i traži konkretnu ispriku.[12]
- Čile je zatražio objašnjenje od Kolumbije povodom ovog napada.[13]
- Meksiko je ponudio pomoć u normalizaciji odnosa među državama[14]
- Nikaragva je osudila ubojstva smatrajući da je tako ubijena mogućnost završetka kolumbijskog građanskog rata[15]

### Svijet
- SAD je iznenađen Venezuelanskom reakcijom na ovaj napad.
- Francuska je pozvala da se sve strane suzdrže i ujedno je nazvala ubojstva lošom viješću.
- Španjolska je izrazila zabrinutost povodom krize i pozvala sve strane da se suzdrže.